# حرير (رصد)

تعديل مصدري - تعديل

حرير هي إحدى قرى عزلة القارة بمديرية رصد التابعة لمحافظة أبين، بلغ تعداد سكانها 53 نسمة حسب تعداد اليمن لعام 2004.